# むじな注意報!
『むじな注意報!』（むじなちゅういほう）は、小山田いくによる日本の漫画作品。『週刊少年チャンピオン』（秋田書店）にて、1996年37+38号から1997年34号まで連載された。単行本は、少年チャンピオン・コミックスから刊行された。
主人公である無品誠（むじな）と彼の通う中学校の日常を描く。『すくらっぷ・ブック』は作中時間で本作の17年前にあたる作品である。そのため、同作の数名の人物が本編に登場している。単行本の5巻には『ドリーマーの季節(ころ)』も収録されている。

## あらすじ
とある夏休みの登校日、月白中学一年四組に事件が起こった。クラスのみんなが教室に来てみたら教室の窓ガラスが割れていたのだ。容疑者として、イタズラ好きの柳原一秀が真っ先に疑われた。一秀は、女子更衣室覗きにサボリ、更には丁半までするような生徒であったが、本人は否認。クラス内で、容疑の擦り付け合いに発展しそうになった。島博文は学校に来る途中に会った見かけない少年の話をするが、少年は島に『あれが月白中学？』と聞いており月白中学を知らなかった様子だったため、犯行はクラスメイトかクラスに恨みを持つ人間の仕業かと思われた。片付けをしながら、島は塾の夏合宿を抜けてきたことを後悔し始める。外に落ちたガラスを片付けに行った島は、少年に再会する。彼は『むじな』と名乗った。架空の動物の『むじな』を連想する島であったが、彼のヒントで事件を解決する。
そのことで初めてクラスの連中と話せてむじなに感謝する島。むじなと再び再会した島はそのことを伝えようとするが、彼は自分も居心地いいほうがいいからと告げて去ってしまう。二学期になって、一年四組に転校生がやって来た。その転校生は『むじな』、本名・無品誠だった。

## 登場人物

### 四組のクラスメイトたち
※本編開始時は一年四組だが、中盤でのクラス替えは行われなかったため、そのまま持ち上がりで二年四組となる。
無品 誠（むじな まこと）
本作の主人公。通称むじな。仙台から転校してきた。いつも絶やすことのない笑顔が特徴。クラスの人気者で周囲の人間を惹きつけるモノを持っている。自分のことをあまり話そうとしない等、掴みどころがない性格。また、動物も好きなようで、暇さえあれば野良猫と日向ぼっこをしている。友達思いで、厄介事に首を突っ込むことや巻き込まれることが多く、それは前述の笑顔同様、かつて自身が経験した辛い過去が起因している。
内山 礼子（うちやま あやこ）
本作のヒロイン。物語当初は内気な性格で友達もおらず、クラスメイトに名前すら覚えられていない存在だったが、むじなと出合ったことにより、少しずつクラスに溶け込んでいき、精神的に大きく成長していく。裁縫が得意。むじなに一途な想いを抱いており、彼のために奮起するがそれが逆に空回りしたり、彼が居ないとフヌケになったり、那々をむじなから引き離すために利害一致という意味で一秀と共謀するなど、目的のためには手段を選ばないこともある。幼少時にあまりの可愛さに誘拐されかけたことがあり、それを恐れた母親が服装も要素も地味にし、今の性格が形成された。物語途中からレイコに扮し、その際には普段とは正反対の明るく積極的な性格になり、腹黒い一面を見せることも。
柳原 一秀（やなぎはら かずひで）
様々な悪戯をして、騒動を起こしているトラブルメーカー。本編序盤の教室窓ガラス破損騒動を起こした張本人。序盤、むじなの助言が事件解決のきっかけになり、自身が説教を受けたことを根に持ち、ことあるごとにむじなに突っかかっていた。後に赤羽の妹、那々に一目惚れし、アタックを仕掛けるが当の那々はむじなに夢中になっているため、全く相手にされていない。また、利害一致という意味で礼子と共謀することも。
芝浦 圭司（しばうら けいし）
クラス委員を務めるクラスのリーダー的存在。水葵と樹美子とは小学校からの付き合い。少々短気な所があり、口より先に手が出ることがある。礼子扮したレイ子に一目惚れし、それが元で水葵を苦しめてしまったり、むじなと殴り合ったりしたことがある。
山之辺 水葵（やまのべ なぎ）
クラス委員を務める勝気な少女で手が出ることもしばしば。仕切りたがりや。実は圭司に好意を抱いているが、性格が手伝って素直に気持ちを伝えられずにいる。
永森 樹美子（ながもり きみこ）
植物を愛する優しい少女。園芸部所属。むじなに好意を寄せているが、恋愛には消極的なため、一歩引いたとこでむじなと礼子の関係を見守っているが、物語後半からとあることがきっかけで奮起したことも。
島 博文（しま ひろふみ）
奥手なガリ勉で、勉強一筋な所があるが根は優しい少年。むじなと出会ったことで、勉強以外のことで頭を使い機転を利かすなど様々な経験をし、勉強以外にも大切な物を手に入れる。また序盤では、樹美子に好意を抱いていたが、とあるきっかけで親しくなった楠と良い感じになっている。
塩沢 楠（しおざわ なん）
真面目な優等生。遠くから守ってあげたくなるような娘で、隠れファンも多い。島と良い感じになっている。
女木 浩次（めぎ こうじ）
クラスきってのイケメン。むじなが来るまでは人気者だった。幼馴染の申子に好意を寄せているが、言い出せずにいる。
蓮池 申子（はすいけ のぶこ）
コージの幼馴染。ませた性格。コージを弟のようにしか見ていなかった。
赤羽 正幸（あかばね まさゆき）
パソコンを趣味とするデジタル少年。最近、生意気な態度をとる妹の那々に手を焼いている。弓絵とは幼馴染。
伊藤 弓絵（いとう ゆみえ）
正幸の幼馴染。ホラーものが好き。

### その他の生徒たち
磯田（いそだ）
3年生。素行が悪いことで有名だが同級生を気に掛けるなど、優しい一面も持っている。ある一件でむじなに助けられたことで恩義を感じ、ことあるごとにむじなに対して友好的に接する。
加茂（かも）
3年生。素行が悪い磯田のことを気に掛けている。先生に志望校のランクを下げた方がいいと言われたことがきっかけで、万引きに手を染めてしまう。
神埼 十伍（かんざき じゅうご）
二年一組。喧嘩っ早い性格の少年。母親の『女の子が欲しく可愛い服を着せたい』という願望にうんざりしており、父親も野槌流という拳法道場を開いているが、現在は道場の半分は主婦相手の「ダイエット教室」になっている。そんな環境からか、男らしくありたいということでやたらと暴力をふるったり好き放題やっていたが、実は血を見るのが苦手という弱点が発覚し周囲に逆襲される。むじなにも論され、改心するが「むじなに対する好意」という本人も自覚ていなかった感情にも目覚める。また、紅茶の淹れ方が巧い。

### 月白中の先生たち
山中 秀一（やまなか しゅういち）
月白中の教師で一年四組➝二年四組の担任。担当科目は理科。生物部顧問。愛妻家である。旧姓は藤原。後に待望の一児、秀美を授かり、父親となる。
個性の強い四組の生徒たちに手を焼きつつも、温かく見守っている。また時には、自身の話をむじな達に聞かせることも。
本作の前身であり、17年前の時間軸に当たる作品『すくらっぷ・ブック』では彼の中学時代が描かれている。
山中美幸と結婚していることが本編にて明かされ、また今作では、藤原から山中に姓が変わっていることから、何らかの事情で彼女の家に婿入りしたと思われる。
教頭（きょうとう）
名前は不明。物語中盤の生徒によるクラス替えの反対騒動の声に感化されたのか、予定していたクラス替えを中止した。

### 生徒の家族・先生の友人・元同級生などその他の人たち
小島 梓（こじま あずさ）
一秀の小学時代の同級生。小学で唯一、悪戯を働いていた一秀に対しても優しく接していて、また一秀に気があるような節をみせていた。小学最後のクリスマスパーティで、一秀とある約束を交わしていた。父親の仕事の都合で広島に引越している。
赤羽 那奈（あかばね なな）
正幸の妹。登場した時点では小学5年生だったが、背が高く体型が小学生離れしている。自分より小さくなった正幸を馬鹿にしていたが、それはかつてのように正幸に対して自分に構ってほしい気持ちの裏返しであり、多少もめた末に「兄（男子）が本格的に成長するのはこれから」とむじなに説明され兄への態度を改めた。後にむじなに好意を抱き、むじな一途の礼子の気を余計に揉むことになる。また、一秀からも好意の目を向けられているが全く相手にしていない様子。
山中 美幸（やまなか みゆき）
秀一の妻。子供っぽい性格は、相変わらずで、力関係は彼女の方が上の様子。秀美を出産し、一児の母となる。
本作の前身で、17年前の時間軸に当たる作品『すくらっぷ・ブック』では、彼女の中学時代が描かれている。本編にて婚姻関係が明かされる。
山中 秀美（やまなか ひでみ）
秀一と美幸の間に出来た長女。目元が隠れているところは中学時代の秀一に似ている。
チャボ
かつて、山中家で飼っていた猫。美幸が結婚前に拾い、大変可愛がっていたが美幸の妊娠を機に姿を消し、長野県月科村へと辿り着き行き倒れていたところを諷子に拾われた。後にそこの鹿間動物診療所に引き取られる。また、終盤むじなにあるきっかけを与えることに。
水沢 双葉（みずさわ ふたば）
かつて、むじなが仙台の中学に通ってた頃の同級生。むじなのことを「マコっちゃん」と呼ぶ。
鹿間 一成（しかま かずなり）
長野県月科村で診療所を開いている獣医。月科村の道端で衰弱していたチャボを保護、治療する。本作から数年前の設定になる『風の宿』では彼と諷子の活躍が描かれる。
鹿間 諷子（しかま ふうこ）
鹿間 一成の義娘。今作では中学生の姿で登場。保護したチャボを大変気にいり、手放すのを反対していた。
柏木 晴（かしわぎ はる）
本作の前身で、17年前の時間軸に当たる作品『すくらっぷ・ブック』の主人公。小柄なのと困っている人を放っておけない性格は相変わらず。ニューヨークで個展を開くほどの画家に大成しており、ニューヨークに渡米するために空港に向かう途中、月白中に立ち寄り、あるモノを残していく。また明確にされていないが迎 麻紀と結婚しており、市野 清文、坂口 光明と共に登場しているが、顔が影になっていたりサングラスをかけていたりと、いずれも明確な顔の描写はされていない。
また間接的ではあるが、小宮山 雅一郎と思われる人物の事について柳原によく似た悪戯好きなやつとして話題に取り上げられ、秀一の口から語られている。
むじなの両親
物語終盤に登場。とある理由で、突然むじなの前に姿を現す。また今作のキーパーソンとも言える人物。
まだむじなが幼かったころに母親が不倫した末に家出し、父親は妻の行方を捜索すべく家を出ていた。しかし、妻が見つからず時間が経過するごとに帰ること自体が怖くなり、自身も家出した状態となってしまった。そんな生活を続けていたある日、再会した友人が家族といるのを見て最後のチャンスだと妻を探し出し、妻と一緒にむじなを迎えに来た。

## 書誌情報
- 小山田いく『むじな注意報!』 秋田書店〈少年チャンピオン・コミックス〉、全5巻
  1. 1997年2月14日発売 ISBN 4-253-04642-8
  2. 1997年4月発売 ISBN 4-253-04643-6
  3. 1997年7月11日発売 ISBN 4-253-04644-4
  4. 1997年9月10日発売 ISBN 4-253-04645-2
  5. 1997年10月発売 ISBN 4-253-04646-0